# Oskar Knoblauch
Carl Wilhelm Hermann Oskar Knoblauch (* 1. Juli 1862 in Halle (Saale); † 23. Dezember 1946 in München) war ein deutscher Physiker und Hochschullehrer. In einigen Veröffentlichungen trat er als Autor oder Mitautor auch unter dem Vornamen Oscar auf.
Oskar Knoblauch war ein Sohn des Physikers Hermann Knoblauch und dessen zweiter Ehefrau Marie Emilie Bertha Winter. Sein älterer Halbbruder war der Mathematiker Johannes Knoblauch.
Knoblauch studierte von 1881 bis 1887 Physik und Mathematik an den Universitäten von Marburg, Halle, Berlin und Bonn, wo er 1887 zum Dr. phil. promoviert wurde.
Er lehrte ab 1902 als Privatdozent und außerordentlicher Professor an den Universitäten in Erlangen, Leipzig und München, bevor er dort 1910 einen Lehrstuhl für Physik an der Königlichen Technischen Hochschule (heute Technischen Universität) übernahm, den er bis 1942 innehatte. Er leitete das Laboratorium für Technische Physik der Technischen Hochschule und war an der wissenschaftlichen Unterstützung des Forschungsinstituts für Wärmeschutz München maßgeblich beteiligt. Für seine Leistungen in München wurden ihm die Ehrentitel Dr.-Ing. e. h. sowie Geheimrat verliehen. Von der Technischen Hochschule Dresden wurde er ehrenpromoviert. Der Verein Deutscher Ingenieure (VDI), dessen wissenschaftlichem Beirat er unter anderem angehörte, verlieh Knoblauch im Jahr 1942 das VDI-Ehrenzeichen. Im Jahr 1942 erhielt er die Goethe-Medaille für Kunst und Wissenschaft.
Seine Arbeitsgebiete waren vor allem die technische Physik und klassische Thermodynamik.